# Raion de Dondușeni
Le raion de Dondușeni est un raion de la république de Moldavie, dont le chef-lieu est Dondușeni. En 2014, sa population était de 37 856 habitants.

## Démographie
| Groupe ethnique      | %    |
| -------------------- | ---- |
| Moldaves et Roumains | 82,8 |
| Ukrainiens           | 11,3 |
| Russes               | 5,3  |
| Autres               | 0,2  |
| Roms                 | 0,2  |
| Bulgares             | 0,1  |
| Gagaouzes            | 0,1  |

## Religions
- 96,5 % de la population du raïon est chrétienne, dont une grande partie sont orthodoxes.
- 1,0 % de la population est athée ou sans religion.